# Cinque Terre
Cinque Terre (ital. izgovor: ˌtʃinkwe ˈtɛrːe) je naziv 18-kilometrskega pasu severozahodne obale Ligurskega morja v Italiji s številnimi zalivi in plažami, obdanimi s strmim reliefom. V dobesednem prevodu ime pomeni »Pet dežel«, vendar gre pravzaprav za pet slikovitih vasi, ki si od severa sledijo v naslednjem vrstnem redu: Monterosso al Mare, Vernazza, Corniglia, Manarola in Riomaggiore. Vasice so nastale ob skalnati, strmi klifni obali, ki se v vrsti zaporednih teras z vinogradi spušča proti morju. Od leta 1997 je območje Cinque Terre skupaj s sosednjim parkom Porto Venere in bližnjimi otoki Palmaria, Tino in Tinetto uvrščeno na Unescov seznam dediščine.

## Zgodovina
V zgodovinskih dokumentih se območje prvič pojavlja v 11. stoletju; najprej sta bili ustanovljeni vasi Monterosso (prva omemba leta 1056) in Vernazza (1088), ostale vasi pa so se pojavile kasneje v času vojaškega in političnega razcveta mesta Genova.
V 16. stoletju so prebivalci za zaščito pred vpadi Turkov utrdili stare utrdbe ter zgradili nove obrambne stolpe.

### Galerija slik
- Monterosso al Mare
- Vernazza
- Corniglia
- Manarola
- Riomaggiore